# Валевська Наталія Олександрівна
Ната́лія Олександрівна Валевська (нар. 10 червня 1981, Хмельницький) — українська співачка. Переможниця телепроєкту «Шанс» та володарка премії «Кришталевий мікрофон-2011» у номінації «Народне визнання року».

## Життєпис

### Ранні роки
Народилася 10 червня 1981 року в Хмельницькому. У 1996 році закінчила Хмельницьку музичну школу за класом вокалу. Закінчила Київський університет культури та мистецтв. У 1999 році вперше взяла участь у конкурсі молодих естрадних виконавців «Пісня над Бугом», де посіла перше місце. З 2000 по 2005 рік була ведучою на весіллях.

### 2005—2009: початок кар'єри
2005 — перемогла в телепроєкті «Шанс» і III премію Міжнародного пісенного фестивалю «Слов'янський базар» у Вітебську. У Великій Британії отримує премію UBN AWARD 2004 у номінації «Відкриття року». Пізніше запише дует з Володимиром Гришком.
Перший диск Наталії «Отпусти» вийшов 2006 року, до нього увійшли композиції російською, українською, італійською і французькою мовами.
2007 — Наталія представляє Україну на «Віденському балу», знімається у кіно «Самотній ангел» (Росія), випускає другий альбом «Без тебя» і здобуває перемогу в музичному конкурсі «Ялта-Москва-Транзит». Наталія закінчила з відзнакою Київський національний університет культури та мистецтв, факультет «Музичне мистецтво» у 2007 році.
2008 — виступ на міжнародному фестивалі «Місячний кіт» Ллорет-дель-марі, Іспанія.
Отримує премію Жінка III тисячоліття в номінації «Перспектива», трек «Две остановки» став переможцем у конкурсі «Золоті пісні року».
2009 — отримала премію на міжнародному конкурсі «Алла шукає таланти» від Пугачової.

### 2010—2013
2010 — спільний тур з Олександром Пєсковим, бере участь в телепроєкті «Народна зірка-3», у дуеті з Тетяною Фтемовою займає друге місце. Виходить третій альбом «Желанья сбудутся», трек «Палала» — лауреат премії «Пісня року».
2010  — Наталія стала фіналісткою у відборі на Євробачення з піснею «Europa».
2011 — участь Наталії в проєкті «Золотий Грамофон-Україна» і фестивалі «Crimea Music Fest», отримує премію «Кришталевий мікрофон» у номінації «Народне визнання року».
2012 — лауреат премії Жінка III тисячоліття в номінації «Рейтинг». Разом з російським співаком Авраамом Руссо випускає російськомовний трек «Цвет любви» (укр. Колір кохання).
2013 — виступала на Антимайдані в Києві під час Революції гідності.

### 2014—2017
2014 — бере участь в благодійній акції «Від серця до серця». Почесний член журі від України на дитячому конкурсі «Слов'янський базар» у Вітебську. Виступила на Слов'янському базарі з піснями «Це любов» і «Рушник». Взяла участь у проєкті «Щасливі долоні», записала пісню «Вогонь своєї душі». У жовтні записала кліп «Скажи мені так».
2014 — Наталія стає фіналісткою Національного відбору Євробачення з піснею шведських авторів «Love makes me beautiful».
Бере участь у конкурсі «Податки очима дітей» від ДФСУ.
2016 — знімається в проєкті «Все буде добре» на СТБ. У червні — отримала орден Св. Преподобних Антонія і Феодосія (РПЦвУ). Пісня «Вогонь моєї душі» нагороджена премією «Шлягер року».

### 2018—2022

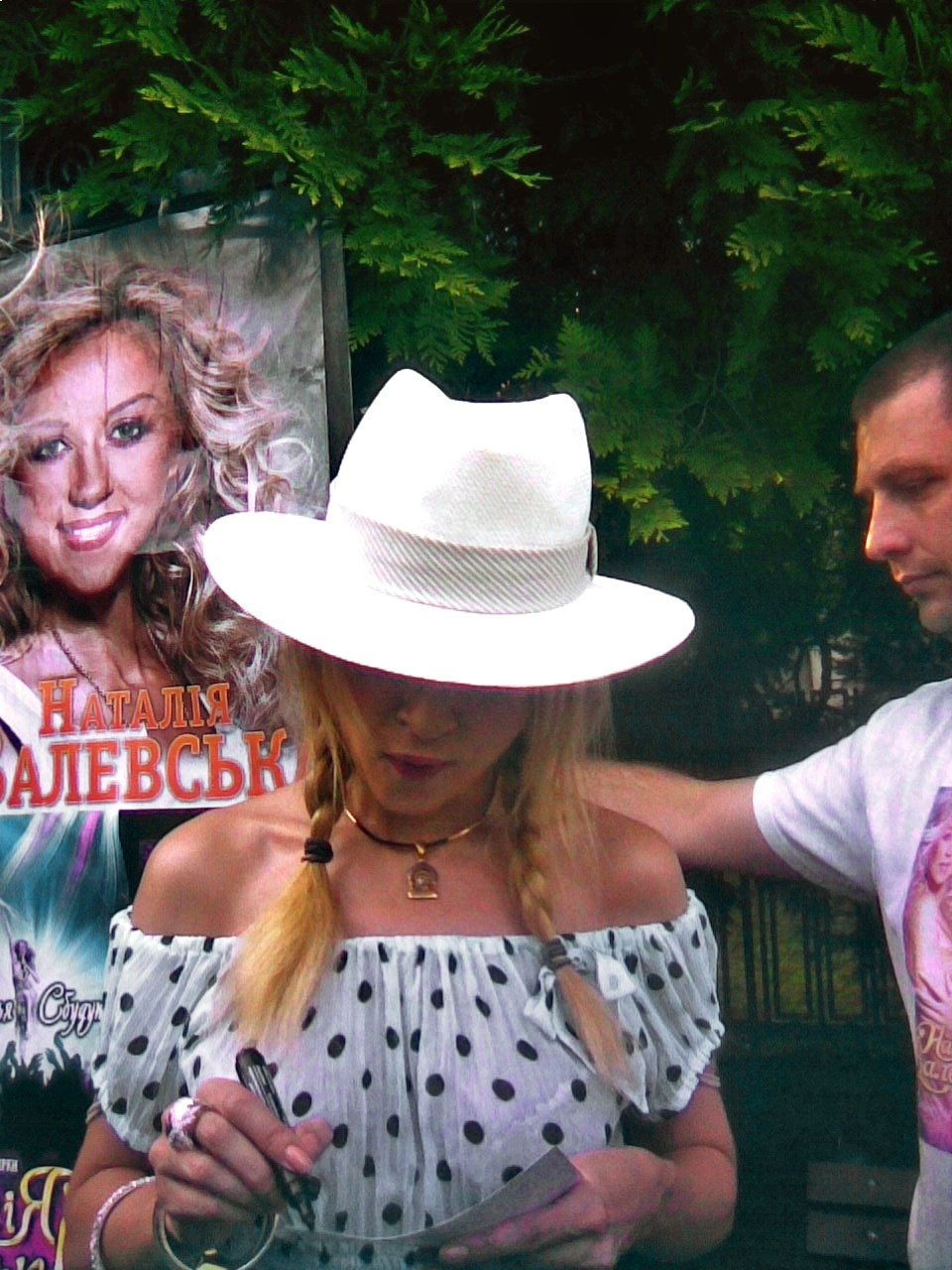
З чоловіком та продюсером Володимиром Пригладем

У травні 2018 року закінчила Київський інститут інтелектуальної власності та права Національного університету «Одеська юридична академія».
10 та 11 грудня 2018 року у Жовтневому палаці в Києві відбулося два «Палала мегашоу» до п'ятнадцятиліття творчості Валевської.
У 2019 році вона була номінована на музичну премію «Золота Жар-птиця» в номінації Dance-хіт (танцювальний хіт) за її пісню «Моє тіло».

### 2022—2023
Від початку повномасштабного вторгнення першочерговою допомогою Наталії Валевської стала допомога українцям, які постраждали від воєнних дій Росії проти України, допомога дітям військових, а також допомога та підтримка військових, які боронять Україну.
Наталія Валевська відвідала поранених військових ЗСУ, з благодійною місією підтримки захисників. Спільними зусиллями Наталії Валевської та ГО «Взаємодопомога» була доставлена гуманітарна допомога, медичні препарати, їжа та речі найпершої потреби в гарячі точки.
Наталія Валевська долучилась до підтримки проєкту «Діти-дітям» («Амбасадори дитинства»).  Проєкт уже відбувся у таких містах, як: Київ, Луцьк, Кам’янець-Подільський, Хмельницький.

## Дискографія

### Альбоми
- 2006 — Отпусти
- 2007 — Без тебя
- 2010 — Желанья сбудутся
- 2015 — The Best
- 2020 — Мир над Україною
- 2021 — Valna

### Сингли
- «Адажио»
- «Без тебя»
- «Ветеранам минувшей войны»
- «Відболіло»
- «Голгофа»
- «Две остановки»
- «День рождения»
- «Дно любви»
- «Желанья сбудутся»
- «Край»
- «Лети»
- «Мир над Україною»
- «Моє тіло»
- «Мы шагнем на край»
- «На роздоріжжі»
- «Не кривди»
- «Новий рік»
- «Одного тебе люблю»
- «Отпусти»
- «Палала»
- «Половинка любові»
- «Раненое сердце»
- «Свічка»
- «Сотня бессонных ночей»
- «Счастливые часов не наблюдают»
- «Твое молчание»
- «Щаслива я»
- «Я бажаю вам щастя»
- «Я не буду плакати»

## Нагороди
- 2003 - лауреат конкурсу «Сім культур» та конкурсу молодих виконавців «Мости дружби», конкурсу естрадної пісні ім. Володимира Івасюка
- 2004 — перемогла у конкурсі естрадної пісні серед молодих виконавців «Стань зіркою» і конкурсу «Ялта-2004» у рамках телефестивалю «Море друзів».
- 2011 — за наказом Володимира Сабодана нагороджена орденом Великомучениці Варвари II ступеня (РПЦвУ).

## Особисте життя
- Володимир Пригладь (нар. 1975) — колишній чоловік і продюсер.[9]

## Благодійність
- 2006—2011 — благодійна акція «Серце до серця».
- 2009 р. — благодійна програма «Великий Оркестр Святкової Допомоги» (Краків);
- благодійний концерт «Не дай ВІЛу шанс»;
- концерт «Зірки дарують надію», «Світ дитячих мрій, світ талантів»;
- 2009—2011 — збір коштів, направлених на благодійні проєкти щодо захисту здоров'я дітей.
- 2010 — акції на підтримку дітей-сиріт;
- 2011 — підтримка благодійної акції «Всесвітній День Донора», участь в акції «Серце до серця», V благодійному фестивалі «Мама+Я» (Дніпро).